# Donic
Donic is een Duitse fabrikant van tafeltennis-producten.
Enkele bekende tafeltennissers die gebruikmaken van Donic zijn Jan-Ove Waldner, Jörgen Persson, Torben Wosik, Dimitrij Ovtcharov, Mikael Appelgren, de Nederlander Danny Heister en de Belg Martin Bratanov. Verder maakt ook het Belgische Nationale Herenteam gebruik van Donic.
De naaste concurrent van Donic is Butterfly.